# Doctrina
Una doctrina (del  latín doctrīna, que significa ‘enseñanza’ o ‘instrucción’) es un sistema estructurado de principios, ideas o concepciones teóricas que un autor, grupo de autores o institución sostiene y enseña como verdaderos o fundamentales en un determinado campo del conocimiento. Las doctrinas pueden abarcar diversas áreas del pensamiento humano y tener aplicaciones en múltiples disciplinas, incluyendo la política, el derecho, la economía, la religión, la filosofía, la ciencia, la sociedad y la estrategia militar, entre otras.
Dependiendo de su contexto y propósito, una doctrina puede servir como base para la formulación de teorías, normas o modelos de interpretación de la realidad. En algunos casos, las doctrinas adquieren un carácter normativo o dogmático, convirtiéndose en principios rectores dentro de determinadas comunidades o tradiciones intelectuales. También pueden ser objeto de controversia, ya que algunas doctrinas han sido consideradas falaces, sofísticas o dogmáticas, especialmente cuando derivan de creencias religiosas, mitológicas o ideologías cerradas que rechazan la crítica o la evolución del conocimiento.
A lo largo de la historia, las doctrinas han desempeñado un papel clave en la estructuración del pensamiento humano, influyendo en la manera en que se organizan las sociedades, se interpretan los fenómenos naturales y se establecen sistemas de valores y creencias.

## Etimología
La palabra doctrina proviene del latín doctrīna, su significado es ‘ciencia’, ‘sabiduría’. Está compuesta por el lexema docere ‘enseñar’; el sufijo sustantivante ~tor y el sufijo ~ina ‘relación’, ‘pertenencia’.
El lexema docere proviene de la raíz indoeuropea *dek~ que puede significar ‘pensamiento’ o ‘aceptación’. Puede vérsele en dogma, ortodoxo, paradoja, decente, digno y derivados; indagar, discipulo y disciplina, diplodoco, sinécdoque, etc.
Etimológicamente hablando, doctrina es la enseñanza que se da para instrucción de alguno. Ciencia o sabiduría. La opinión de alguno o algunos autores en cualquier materia. La catequesis que se hace al pueblo explicándole la doctrina cristiana. El concurso de gente que con los predicadores sale en procesión por las calles hasta el paraje en que se ha de hacer la plática. Durante la colonia española, el curato colativo servido por regulares o el pueblo de indios nuevamente reducido a la religión, cuando todavía no se había establecido en él la parroquia o el curato.

## Ejemplos de doctrinas
Doctrina católica o catecismo, la que debe saber todo cristiano por razón de su confesión.
Doctrina en la Biblia
Conforme a la raíz de lo que se escribió en el griego, en la Biblia, la palabra "doctrina" es pronunciada como "didachē" y escrita como "did-akh-ay'", como referencia el número Strong G1322. Una palabra que se usaría con su familiarización que haría referencia a una manera de pensar, un tipo de sabiduría, un pensamiento, una ordenanza, un consejo, un principio. Cuando Jesús hablaba, la Biblia dice que la gente se maravillaba de Su doctrina; que Él enseñaba con un tipo de pensamiento y un tipo de profundidad especial. Jesús decía "lo que yo escucho de mi Padre, eso digo"; de manera que Su doctrina venía de Dios. Así certifica la Biblia. La declaración puede ser vista como no neutral en un contexto teológico porque expresa una creencia cristiana específica sobre la naturaleza de las enseñanzas de Jesús y su origen divino. Es neutral en su lenguaje, pero desde una perspectiva no cristiana o secular, no se vería como imparcial. La neutralidad o el sesgo dependen en gran medida de la perspectiva del público: los creyentes en la fe cristiana probablemente la verían como una afirmación de la verdad, mientras que otros podrían verla como un reflejo de una doctrina religiosa particular.
Doctrina común, la opinión que comúnmente llevan la mayoría de autores que han escrito sobre alguna materia.
(Política-Argentina), constituida por las 20 verdades peronistas, la tercera posición en política internacional y las 3 banderas Justicialistas: Independencia Económica, Soberanía Política y Justicia Social.
Doctrina Científica: se basa en la Observación y análisis de un proceso a mejorar. Es un proceso mental de observación. Es una Mente Presente. Se basa en la Observación de Patrones Mentales y Físicos. El entendimiento de un patrón nos da claridad.

## Doctrina y educación
El término adoctrinamiento ha adquirido connotaciones negativas a partir del siglo XX, viniendo a ser sinónimo de reeducación o lavado de cerebro.
La diferencia entre doctrina y educación consiste en que en la educación se persigue que el educando, esto es la persona a educar; permanezca lo más superficial posible a los conocimientos acumulados y los analice; mientras que en la adoctrinación, el educando permanece dentro del cuerpo de conocimientos o creencias y absorbe sus enseñanzas. Por ejemplo, estudiar teología puede considerarse como un proceso de adoctrinación, cuyo equivalente educativo sería el estudio comparativo de las religiones. La diferencia entre el teórico y el doctrinario es que el primero acude a datos y argumentos mientras que el segundo lo hace a creencias y premisas de fe.
El doctrinarismo o liberalismo doctrinario es una doctrina y práctica política de los denominados doctrinarios, un grupo político e ideológico francés del siglo XIX, que influyó notablemente en España (el Partido Moderado y Donoso Cortés) y sus colonias.

## Doctrina jurídica
En el ámbito jurídico, doctrina jurídica es la idea de derecho que sustentan los juristas. Son directivas que no son directas para resolver una controversia jurídica, indican al juez como debe proceder para descubrir directiva o directivas decisivas para cuestión en el debate, y ayuda en la creación del ordenamiento jurídico. También se utiliza la palabra doctrina para referirse a un principio legislativo.

## Uso político
Por definición, la doctrina política constituye un corpus normativo, sistemático y axiológico que comprende «[una] política, posición o principio defendido, enseñado o puesto en práctica en relación con la adquisición y el ejercicio del poder para gobernar o administrar en la sociedad». Este constructo epistemológico es frecuentemente malinterpretado como equivalente a la ideología política, aunque difiere en su carencia del componente praxiológico inherente a la ideología. En esencia, la doctrina política se configura como un discurso especulativo y teorético, caracterizado por «un conjunto coherente de afirmaciones sobre lo que un tema en particular debería ser» (Bernard Crick). La doctrina política se basa en un conjunto de valores elaborados racionalmente, que pueden preceder a la formación de una identidad política propiamente dicha. Se ocupa de orientaciones filosóficas en un nivel meta-teórico.

## Principios estratégicos y planes de acción
En los campos militar, político, diplomático y de gestión. En este caso la doctrina serían los principios en los que se basaría una estrategia y planes de acción.

## Militar
Este término también es aplicable al concepto de un procedimiento establecido para una operación compleja en la guerra. El ejemplo arquetípico es la «doctrina táctica» en la que se emplea un conjunto patrón de maniobras, tipos de tropas y armas como enfoque predeterminado para un tipo de ataque.
Ejemplos de doctrinas militares incluyen:
- Guerra de carreras o asalto comercial (Commerce raiding) (guerra naval)
- Tácticas de golpear y huir
- Táctica Mahan de finales del siglo XIX hasta mediados del xx
- Táctica cazahombre
- Doctrina Reagan de la Guerra Fría
- Sacudida y pavor
- Operaciones en profundidad Batalla soviética profunda de la Segunda Guerra Mundial
- Guerra de trincheras de la Primera Guerra Mundial

Casi todas las organizaciones militares tienen su propia doctrina, a veces escrita, a veces no. Algunas doctrinas militares se transmiten a través de programas de capacitación. Más recientemente, en las operaciones modernas de mantenimiento de la paz, que involucran operaciones tanto civiles como militares, están surgiendo doctrinas más integrales, no solo militares; como la «Doctrina Capstone» de operaciones de mantenimiento de la paz de las Naciones Unidas de 2008 que habla de operaciones civiles y militares integradas.

## Religión
Pueden listarse las siguientes doctrinas religiosas como ejemplos:
- En teología cristiana: doctrinas como la Santísima Trinidad, el nacimiento virginal y la expiación
  - En teología católica: transubstanciación, enseñanzas marianas, la inmaculada concepción, etc.
  - La distintiva doctrina calvinista de la doble predestinación
- Yuga en el hinduismo
- Postulación o syādvāda en el jainismo
- Las cuatro nobles verdades en el budismo
- El Tao en el Taoísmo.

En la iglesia católica, un departamento de la curia romana es llamado Congregación para la Doctrina de la Fe.
La doctrina, parroquia rural de aldeas o pueblos de indios en América hispana o en las Indias Orientales Españolas.

## Sociología de la religión
Según el sociólogo estadounidense Mervin F. Verbit (1936), la doctrina puede ser entendida como uno de los componentes clave de la religiosidad. Y la doctrina misma puede dividirse en cuatro dimensiones:
- Contenido
- Frecuencia
- Intensidad
- Centralidad

El contenido de una doctrina puede variar de una religión a otra, así como el grado en que puede ocupar la mente de la persona (frecuencia), la intensidad de la doctrina y la centralidad de la doctrina (en esa tradición religiosa).
En este sentido, según Charles Glock , una doctrina se aproxima a la dimensión de «creencia» en la religiosidad.

## Esoterismo
- La Doctrina Secreta, síntesis de ciencia, religión y filosofía es una de las principales obras de Helena Blavatsky. El libro trata sobre la síntesis del pensamiento científico, filosófico y religioso.
- Doctrina espiritual; originada en Francia a mediados del siglo XIX, cuyo máximo exponente fue Allan Kardek (1804-1869)